# Акция
Акцията е ценна книга, която е носител на право на собственост върху капитал. Срещу определен брой притежавани акции акционерът получава определен дивидент в края на всяка отчетна година за съответното акционерно дружество. Капиталът на акционерното дружество (АД) е разделен на акции. Акциите са:
1. Част от капитала – книжният еквивалент на съответната част от капитала.
2. Ценна книга, която материализира права, които могат да се упражняват чрез предявяването ѝ.
3. Документ, който материализира участието в дружеството, т.е. тя е титул за участие.

## Видове стойности на акциите
Акциите формират четири вида стойности:
1. Номинална – определя се с решение на акционерите-учредители, която определя на колко равни части (брой акции) ще се раздели основния капитал. Всички акции в едно акционерно дружество са с една и съща номинална стойност. Номиналната стойност се записва върху лицевата страна на всяка акция и следва да бъде цяло число, по-голямо и кратно на 1 лев.
2. Емисионна – определя се с решение на акционерите при издаването (емитирането) на всяка нова емисия на ценни книжа. Тази стойност задължително е по-голяма или равна на номиналната стойност.
3. Балансова – също наричана счетоводна, вътрешна, реална и действителна. Тази стойност изразява каква е счетоводната (балансовата) стойност на всяка една акция, т.е. какъв е размера на активите на всяка акция.  Изчислява се като стойността на собствения капитал се раздели на броя на издадените акции.
4. Пазарна стойност – цената, по която акцията се търгува на вторичния капиталов пазар. Тази стойност обичайно е около балансовата, но може и да се отклонява съществено от нея. За пазарна (или борсова) цена може да се говори само за акции, които се търгуват на ликвиден борсов пазар

### Видове акции
Определя се в Устава какви акции се издават от АД. Акциите се делят на различни видове:
1. Според начина на легитимация на титуляра акциите се делят на:
а) Поименни – името на единия собственик е изписано върху лицевата страна на акцията
б) на Приносител – върху акцията няма име. Разликата между тези два вида акции се състои основно в начина на разпореждане. Поименните акции са заповедни ценни книги, като разпореждането с тях става чрез джиро. Ако не е платена изцяло стойността на акцията, то върху нея се отбелязва каква част е изпълнена. Акциите на приносител се прехвърлят с простото им предаване и съгласие.
2. Акциите също така се делят на:
а) Обикновени (прости). При обикновената акция дивидентът не е сигурен, той зависи от печалбата на дружеството. Тук 1 акция е равна на 1 глас в Общото събрание.
б) Привилегировани. Привилегированите акции са със сигурен дивидент и ликвидационен дял, но нямат право на глас. Когато обаче такава акция в продължение на две години не получи своята привилегия, то тя става гласна. Най-много ½ от акциите в едно АД могат да бъдат безгласни.
3. Третото деление на акциите е:
а) Налични, които акции са на материален носител (хартия)
б) Безналични, които съществуват във виртуалната действителност, вписват се в нарочна книга, срещу което се получава удостоверение. Последното не е ценна книга.
4. Друг вид акции са винкулираните акции – тези, които могат да бъдат емитирани, но за тях съществува известно ограничение във връзка с прехвърлянето им. Като например клауза според която акции могат да се прехвърлят само на акционери-учредители на дружеството. Винкулирането се прави с цел ограничаване на търговията с акциите и поддържане на акционерския състав в един и същ вид.
5. Собствени акции. Това е технически термин. Тези акции принадлежат на емитента – самото дружество. Към момента на учредяване на дружеството не може да има собствени акции, а на един по-късен етап. Правната уредба на тези акции се съдържа в чл. 187 „а“ до чл. 187 „е“ ТЗ. Смисълът от съществуването на тези акции е, че играят ролята на инструмент за финансов мениджмънт. Чрез наличието на тези акции се създават широки възможности за търговия на финансовата борса. Позволява поглъщане и др. Това крие особени рискове да изтичат средства от дружеството, което може да доведе до капитализация. Има редица правила, които следва да се спазват.
Съществуват различни хипотези във връзка със „свободните акции“:
-дружеството може да иска да намали своя капитал. Чрез изкупуване на акции – с цел обезсилването или унищожаването им.
-чрез универсално правоприемство
-чрез подаряване на акциите на дружеството
-ако даден акционер е изключен, то дружеството придобива неговите акции.
-ако даден акционер има задължения към дружеството
Друга хипотеза е, при която дружеството изкупи част от своите акции, като за това е необходимо решение на ОС, в което се посочва броят на акциите; условията и реда за изкупуването им както и тяхната цена.
Има случаи, които са придобиването на собствени акции – когато две дружества притежават акции едно от друго.
Последици от притежаването на собствени акции е, че дружеството членува само в себе си, като ТЗ предвижда ограничения чрез суспендиране на правата, които дава акцията, докато тя не бъде прехвърлена. За дружеството се запазва едно право, което е свързано с това, че когато се увеличава капитала на дружеството, акционерите имат право да участват съобразно своите акции. Дружеството не може да получава дивидент или ликвидационен дял.
Ограничения, които съществуват във връзка с т.нар. собствени акции:
-Общата им номинална стойност не може да надвишава 10% от капитала. В тази връзка съществува едно изключение – освен ако акциите са привилегировани и се използват за намаляване на капитала.
-В тригодишен срок дружеството е длъжно да прехвърли тези акции
-При намаляване на капитала чрез обезсилване на акции не се спазва изискването за ОС
6. Има някои видове акции, които нямат изрична правна уредба, но са мислими:
а) т.нар. квотни акции (по нашето право НЕ могат да бъдат предвидени, т.к. нямат номинална стойност)
б) ползвателни акции – без право на ликвидационен дял.
в) трудови акции
г) охранителни/ господарски/ златни акции или акция. Това е акция, която е многовластна. Гласовете от нея са достатъчни за блокиране на определен вид решения.
Акциите в едно дружество могат да бъдат разделени на „класове акции“ – в зависимост от правата, които дават акциите на своя титуляр. Всички акции, които имат еднакви права определят един клас.

## Сделки с акции
Акциите са ценни книги и могат да участват в оборота. Най-често се извършва продажба както на регулираните (като фондова борса), така и на нерегулираните пазари. Има изисквания, на които акциите трябва да отговарят, за да могат да участват на фондовата борса. На т.нар. околоборсови пазари (нерегулираните пазари) също се продават акции. Те могат да се заменят, даряват, завещават, залагат. Залагането зависи от вида им. Поименната акция се залага чрез заложно джиро. Заложният джиратар не придобива членски права върху нея. Акциите на приносител се предават на залогоприемателя, който не може да се легитимира като акционер. Акциите могат и да се дават на заем. Това, което е специфично за акциите е поемането на акции. Това става при т.нар. първичен пазар на ценни книги (когато дружеството се учредява и емитира акции, които трябва да се придобият от учредителите, а също и при увеличаване на капитала). Поемането на акции става от инвестиционни дружества, които придобиват новоемитираните акции, за да могат последните да бъдат предоставени на учредителите. Поемателят нито в един момент не придобива членски права.
За продажбата на акции е типично следното:
- Приобретателят на поименни акции следва да се впише в книгата на акционерите, каквато има във всяко дружество.
- Покупко-продажбата е валидна ако приобретателят не е вписан, но ако той не е вписан не може да упражнява правата, които му носи акцията по отношение на дружеството. Един такъв акционер не може да участва в работата на ОС, следователно не може да гласува, да получи печалба или своя ликвидационен дял. Той е акционер и може във всеки момент да се впише в книгата или да отчужди акциите си.

## Акционер
Акционерът е физическо лице или институция, което законно притежава дял от акции в публична или частна корпорация. Акционерите купуват акции, които представляват част от собствеността на дадена фирма.